# Xylosma brachystachys
Xylosma brachystachys är en videväxtart som beskrevs av William Grant Craib. Xylosma brachystachys ingår i släktet Xylosma och familjen videväxter. Inga underarter finns listade i Catalogue of Life.